# Beata Szydło
Beata Maria Szydło ([bɛˈata ˈmarja ˈʂɨdwɔ]; născută Kusińska [kuˈɕiɲska]; 15 aprilie 1963) este un om politic polonez ce a îndeplinit între 16 noiembrie 2015 și 11 decembrie 2017 funcția de prim-ministru al Poloniei. Ea este vicepreședinte al partidului Lege și Justiție și a condus două campanii electorale încununate cu succes la alegerile prezidențiale și parlamentare din 2015. Ea este a treia femeie ce a ajuns în funcția de prim-ministru al Poloniei după Hanna Suchocka și Ewa Kopacz și prima care succede o altă femeie (Kopacz) în această funcție. Din 2 iulie 2019 este europarlamentar. 

## Primii ani
Szydło s-a născut la Oświęcim și a crescut în apropiere de Brzeszcze, unde tatăl ei lucra ca miner. Ea a absolvit Universitatea Jagiellonă din Cracovia în 1989.

## Carieră politică
Szydło a fost aleasă primar al comunei Brzeszcze, la vârsta de 35 de ani. În anul 2004 a participat la International Visitor Leadership Program. În septembrie 2005 a fost aleasă în Seim, după ce a obținut 14.499 de voturi în districtul 12 Chrzanów, în calitate de candidat al partidului conservator Lege și Justiție.
La convenția partidului Lege și Justiție din 20 iunie 2015 Szydło a fost desemnată drept candidat pentru funcția de prim-ministru la alegerile parlamentare din Polonia. După ce partidul Lege și Justiție a câștigat alegerile în octombrie 2015, Szydło a devenit prim-ministru al Poloniei, preluându-și mandatul la 16 noiembrie 2015. Una dintre primele sale decizii a fost să scoată steagul UE din sala unde se organizează conferințele de presă la Cancelaria Primului-ministru și să înlocuiască ceasul din sala de ședințe a Consiliului de Miniștri cu o cruce.

## Viață personală
Szydło este căsătorită cu Edward Szydło. Cuplul are doi fii, Tymoteusz și Błażej. Ea este creștină catolică convinsă și își declară adeziunea la valorile tradiționale creștine.